# Gilda (argentinische Sängerin)
Gilda (eigentlich Miriam Alejandra Bianchi; * 11. Oktober 1961 in Buenos Aires; † 7. September 1996) war eine argentinische Cumbia-Sängerin.
Gilda war eine in Argentinien und Südamerika sehr populäre Sängerin. Mit dem Titel Fuiste hatte sie einen großen Hit, der auch in Europa zu hören war. Die meisten ihrer Songs sind der sogenannten Cumbia Romántica, einer in den 1990er-Jahren sehr populären argentinischen Abwandlung der kolumbianischen Cumbia, zuzuordnen.
Sie verstarb am 7. September 1996 bei einem Autounfall. Heute wird sie in Argentinien von treuen Fans wie eine Heilige verehrt und angebetet.
Ihre Musik wurde ab dem Cumbia-Boom in der zweiten Hälfte der 1990er auch in der Mittelschicht zunehmend populärer. Der argentinische Schriftsteller Washington Cucurto (* 1973) bezieht sich in seinen Novellen auf Gilda (u. a. die Cumbias Noches vacías und No me arrepiento de este amor). Mit dem Album Los mas grandes exitos de Gilda erhielt sie 2004 eine Goldene Schallplatte in Argentinien.